# Dave East
Dave East, nome artístico de David Lawrence Brewster, Jr., (Nova Iorque, NY, 3 de junho de 1988), é um rapper americano. Ele foi escolhido como parte da revista XXL 2016 Freshman Class.

## Biografia
Dave East nasceu David Lawrence Brewster Jr. no 3 de junho de 1988 no bairro de East Harlem do burgo de Manhattan em Nova Iorque. Seu pai, David Brewster Sr., é originalmente de Barbados enquanto sua mãe é de Luisiana.